# إريك بلفور
اريك بلفور (بالإنجليزية: Eric Balfour)‏ مواليد 24 أبريل 1977 في لوس أنجلوس، كاليفورنيا، الولايات المتحدة، هو ممثل أمريكي بدأ مسيرته الفنية عام 1991.

## الأعمال
- 24
- ما تريده النساء
- مجزرة منشار تكساس
- الضاحكون
- بوي ميتس ورلد
- بافي قاتلة مصاصي الدماء
- ستة أقدام تحت الأرض
- ذا أو سي

## روابط خارجية
- إريك بلفور على موقع IMDb (الإنجليزية)
- إريك بلفور على موقع ألو سيني (الفرنسية)
- إريك بلفور على موقع ميوزك برينز (الإنجليزية)
- إريك بلفور على موقع أول موفي (الإنجليزية)
- إريك بلفور على موقع قاعدة بيانات الأفلام السويدية (السويدية)
- إريك بلفور على موقع إن إن دي بي (الإنجليزية)
- إريك بلفور على موقع قاعدة بيانات الفيلم (الإنجليزية)
- إريك بلفور على موقع كينوبويسك (الروسية)